# Stare Rowiska
Stare Rowiska – wieś w Polsce położona w województwie łódzkim, w powiecie skierniewickim, w gminie Skierniewice.
| SIMC    | Nazwa     | Rodzaj    |
| ------- | --------- | --------- |
| 0737806 | Dąbrowice | część wsi |

W latach 1975–1998 miejscowość administracyjnie należała do województwa skierniewickiego.